# Kenneth More
Pour les articles homonymes, voir More.
Kenneth More, né le 20 septembre 1914 à Gerrards Cross et mort le 12 juillet 1982 à Londres, est un acteur britannique.

## Biographie
Acteur à l'écran et au théâtre, Kenneth More est très en vue au cours des années 1950, alors qu'il est l'une des stars de cinéma les plus populaires d'Angleterre, recevant plusieurs prix internationaux, notamment la Coupe Volpi pour la meilleure interprétation masculine à la Mostra de Venise en 1955 pour son rôle de Freddie Page dans L'Autre Homme (The Deep Blue Sea) de Anatole Litvak.
Dès 1953, il est élevé au rang de star par son rôle dans la comédie Geneviève. Ses autres grands succès sont Raising a Riot (1955), Reach for the Sky (1956), L'Admirable Crichton (1958) et Atlantique, latitude 41° (1958). 
Après une brève éclipse au début des années 1960, il connaît un regain de célébrité grâce à son incarnation de Jolyon Forsyte dans La Dynastie des Forsyte (1967), l'adaptation pour la télévision du cycle romanesque de John Galsworthy. 
En 1974, il tient le rôle du Père Brown, le détective ecclésiastique des récits policiers de G.K. Chesterton, dans la série télévisée Father Brown.

## Filmographie
- 1935 : Look Up and Laughde Basil Dean : Bit Part
- 1937 : Windmill Revels de R. A. Hopwood : Bit Part
- 1937 : Carry on London de D.R. Fraser : Bit Part
- 1946 : School for Secrets de Peter Ustinov
- 1946 : Toad of Toad Hall (TV) : Mr. Badger
- 1948 : Man on the Run de Lawrence Huntington : Cpl. Newman the Blackmailer
- 1948 : L'Épopée du capitaine Scott (Scott of the Antarctic) de Charles Frend : Lt. E.G.G. 'Teddy' Evans
- 1949 : Stop Press Girl (en) de Michael Barry : Sergeant
- 1949 : Now Barabbas de Gordon Parry : Spencer
- 1950 : Chance of a Lifetime de Bernard Miles  : Adam
- 1950 : The Franchise Affair de Lawrence Huntington : Stanley Peters
- 1950 : Morning Departure de Roy Baker : Lt. Cmdr. James
- 1951 : The Clouded Yellow de Ralph Thomas : Willy Shepley
- 1951 : Le Voyage fantastique ( No Highway in the Sky) de Henry Koster : Dobson, Copilote
- 1951 : Appointment with Venus de Ralph Thomas : Lionel Fallaize
- 1951 : The Galloping Major de Henry Cornelius : Rosedale Film Studio Director
- 1952 : Brandy for the Parson de John Eldridge : Tony Rackham
- 1953 : Geneviève (Genevieve) de Henry Cornelius : Ambrose Claverhouse
- 1953 : The Yellow Balloon de Jack Lee Thompson : Ted Palmer
- 1953 : Ne me quitte jamais (Never Let Me Go) de Delmer Daves : Steve Quillan
- 1953 : Our Girl Friday de Noel Langley : Pat Plunkett
- 1954 : Toubib or not Toubib (Doctor in the House) de Ralph Thomas : Richard Grimsdyke
- 1955 : Raising a Riot de Wendy Toye : Tony Kent
- 1955 : The Man Who Loved Redheads de Harold French : Narrator (voix)
- 1955 : L'Autre Homme (The Deep Blue Sea) de Anatole Litvak : Freddie Page
- 1956 : Vainqueur du ciel (Reach for the Sky) de Lewis Gilbert : Douglas Bader
- 1957 : L'Admirable Crichton de Lewis Gilbert : Crichton
- 1958 : La Blonde et le Shérif (The Sheriff of Fractured Jaw) de Raoul Walsh : Jonathan Tibbs
- 1958 : Atlantique, latitude 41° (A Night to Remember) de Roy Baker : Second Officer Charles Herbert Lightoller
- 1958 : Next to No Time de Henry Cornelius : David Webb
- 1959 : Aux frontières des Indes (North West Frontier) de Jack Lee Thompson : Capt. Scott
- 1959 : Les 39 Marches (The 39 Steps) de Ralph Thomas : Richard Hannay
- 1960 : Man in the Moon de Basil Dearden : William Blood
- 1960 : Coulez le Bismarck ! (Sink the Bismarck!) de Lewis Gilbert : capitaine Jonathan Shepard
- 1961 : Un si bel été (The greengage summer / Loss of innocence) de Lewis Gilbert : Eliot
- 1962 : Heart to Heart (TV) : David Mann
- 1962 : We Joined the Navy de Wendy Toye : Cmdr. Badger
- 1962 : Some People de Clive Donner : Mr. Smith
- 1962 : Le Jour le plus long (The Longest Day) : Capt. Colin Maud
- 1963 : The Comedy Man de Alvin Rakoff : Chick Byrd
- 1965 : L'Obsédé (The Collector)
- 1966 : Final Demand (TV) : Kenneth Shreeve
- 1966 : Lord Raingo (TV) : Sam Raingo
- 1967 : La Dynastie des Forsyte ("The Forsyte Saga") (feuilleton TV) : Jolyon 'Jo' Forsyte
- 1967 : The White Rabbit (feuilleton TV) : Wing Cmdr. Yeo-Thomas
- 1968 : Le Dernier Train du Katanga (The Mercenaries) de Jack Cardiff : docteur Wreid
- 1969 : Fräulein Doktor de Alberto Lattuada : col. Foreman
- 1969 : Ah Dieu ! que la guerre est jolie (Oh! What a Lovely War) de Richard Attenborough : Kaiser Wilhelm II
- 1969 : La Bataille d'Angleterre (Battle of Britain) de Guy Hamilton : Group Capt. Baker
- 1970 : Scrooge de Ronald Neame : Ghost of Christmas Present
- 1972 : Six Faces (série TV) : Richard Drew
- 1974 : Father Brown : Father Brown
- 1976 : Le Continent fantastique (Viaje al centro de la Tierra) de Juan Piquer Simon : prof. Otto Lidenbrock
- 1976 : The Slipper and the Rose de Bryan Forbes : Lord Chamberlain
- 1978 : Leopard in the Snow de Gerry O'Hara : Sir Philip James
- 1978 : An Englishman's Castle (TV) : Peter Ingram
- 1979 : Un cosmonaute chez le roi Arthur de Russ Mayberry : roi Arthur
- 1980 : A Tale of Two Cities (TV) : Dr Jarvis Lorry